# Alfabet javanès
L'alfabet javanès, conegut al seu territori com a Aksara Jawa i Hanacaraka, i designat formalment com a Déntawyanjana i Carakan, és un abugida de la família bràmica desenvolupat pels javanesos per escriure diverses llengües austronèsiques parlades a Indonèsia, principalment el javanès i una forma arcaica de javanès anomenada kawi, així com el sànscrit, llengua indoària utilitzada com a llengua sagrada a tota Àsia. Com a alfabet descendent de l'escriptura Brahmi que és, té moltes similituds amb els alfabets actuals del sud de l'Índia i el sud-est asiàtic. L'alfabet javanès, juntament amb el balinès, es considera el més elaborat i ornat entre els alfabets bràmics del sud-est asiàtic.
L'alfabet fou àmpliament utilitzat pels escribes de la cort de Java i les Illes Petites de la Sonda. A finals del segle xix i principis del XX es van fer molts esforços per estandarditzar l'alfabet, amb l'aparició dels primers tipus de metall de l'alfabet i les incipients regles ortogràfiques. Tanmateix, el punt àlgid de desenvolupament es va aturar sobtadament per la Segona Guerra Mundial i especialment durant l'ocupació japonesa de les Índies de l'est holandeses, durant la qual se'n va prohibir l'ús i aquest va decaure. En l'actualitat, l'ús habitual de l'alfabet javanès ha estat en gran part reemplaçat per l'alfabet llatí javanès.

## Característiques
L'alfabet javanès té 53 lletres, però el nombre de fonemes representats pot variar depenent de la llengua que s'escrigui. Cada lletra representa una síl·laba, formada per una consonant i una vocal inherent, que pot ser /a/ o /ɔ/, i per indicar la pronunciació d'una vocal diferent d'aquesta s'utilitzen diacritics afegits a la lletra. Cada consonant té una forma composta anomenada pasangan (“parell”), el qual anul·la la vocal inherent de la síl·laba anterior. En la paraula aksara per exemple, la vocal inherent de la lletra ka és anul·lada per l'ús de pasangan en la lletra següent.
La puntuació inclou la coma, punt, dos punts, i cometes, així com diverses marques decoratives que indiquen divisió de versos en poesia o que denoten posició en la correspondència. El text s'escriu d'esquerra a dreta i sense separació de paraules (Scriptio continua).
Moltes de les lletres es componen d'elements visualment similars, sobretot "turons" en forma de n i "valls" en forma de u, disposats en seqüències diferents. Hi ha només uns quants components singulars a determinades lletres i unes poques lletres que són veritablement úniques, tot plegat fa que constitueixi una escriptura d'aspecte molt uniforme.

## Història

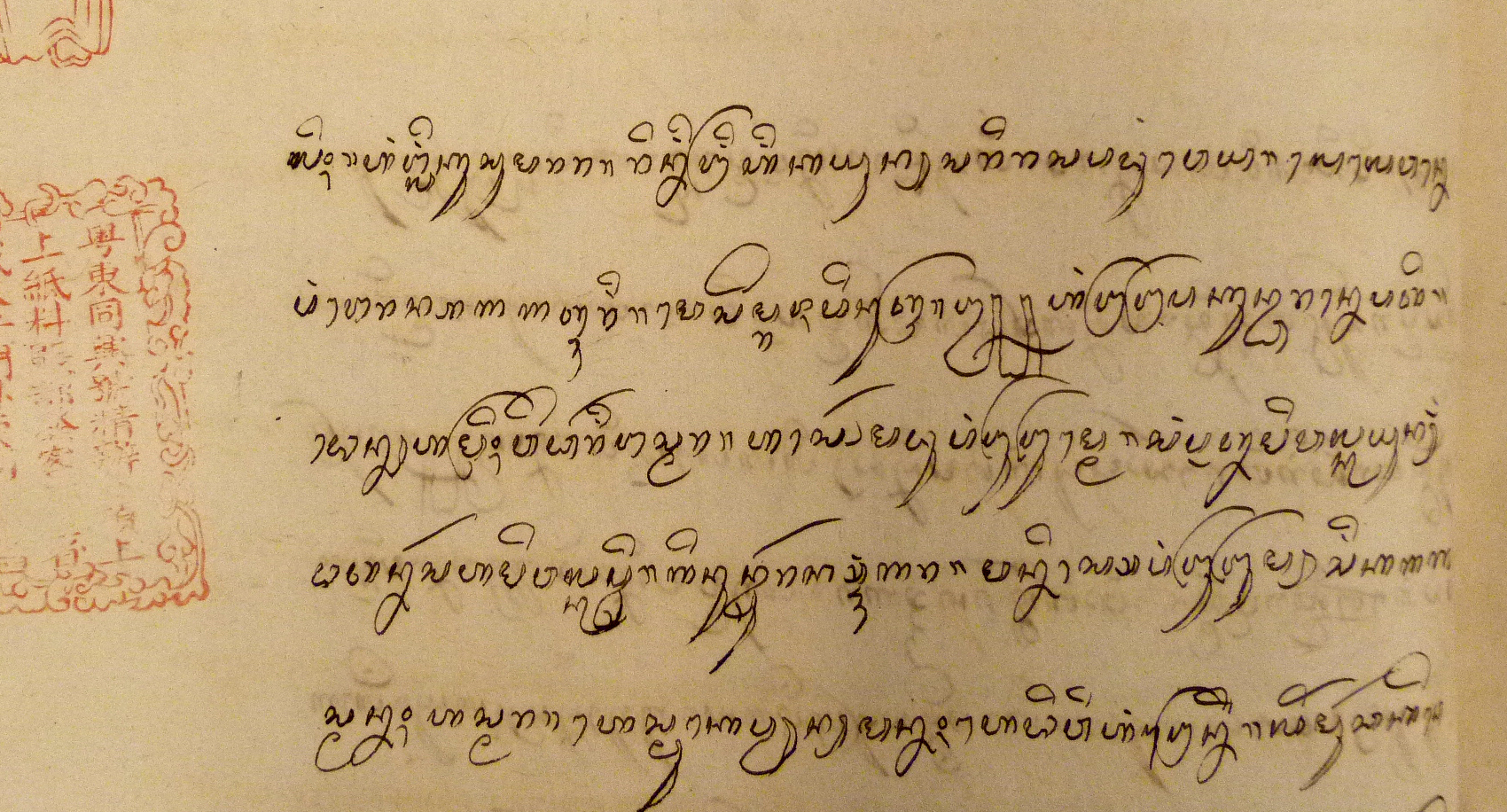
Manuscrit javanès del de Panji Angreni, foli 10v.

Els alfabets javanès i balinès són variants modernes de l'alfabet kawi, un alfabet bràmic desenvolupat a Java al voltant del segle ix. Tingué una àmplia difusió en la literatura religiosa escrita en els manuscrits de fulla de palma anomenats lontar. Sobre el període hindú-budista les formes de les lletres van canviar per esdevenir javanès, i en el segle xvii, l'alfabet ja era identificable com la seva forma moderna.
El Javanès era principalment emprat pels escribes de la cort a Surakarta i Yogyakarta, però l'ús era estès entre diverses corts de Java i de les Illes Petites de la Sonda. S'hi solien escriure cròniques (babad), narracions (serat), versos antics (kakawin), i sortilegis (primbon) entre altres textos, els més populars dels quals van anar sent copiats i reescrits al llarg dels segles.
Els primers tipus del metall per a impressió del javanès els van fabricar els holandesos als volts de 1830. A principis del segle XX es van fabricar també tipus de fonts cursives. El 1926, una institució acadèmica de Sriwedari, Surakarta, va publicar el Wewaton Sriwedari o "Solucions de Sriwedari" considerada la primera gramàtica per a la normativa ortogràfica del javanès. Posteriorment, es van anar publicant més obres normatives de l'ortografia del javanès.
Tanmateix, aquest desenvolupament es va aturar de sobte durant la segona Guerra Mundial quan l'ús de l'alfabet javanès es va prohibir durant l'ocupació japonesa. Actualment, no hi ha cap publicació periòdica impresa en alfabet javanès i només s'utilitza amb finalitats decoratives o d'erudició. L'ús habitual del javanès ha estat en gran part reemplaçat per l'alfabet llatí. Amb l'objectiu de preservar-ne el coneixement, el govern indonesi va prescriure l'ensenyament de l'alfabet javanès com a assignatura obligatòria a l'escola elemental i secundària a les zones javanesoparlants. El govern de la província de Java Central també n'impulsa l'ús en la senyalització i els cartells indicadors de vies públiques juntament amb la legislació local des de 2012.

## Forma

### Aksara
Els caràcters de l'alfabet javanès s'anomenen aksara (ꦲꦏ꧀ꦱꦫ). Cada lletra o aksara representa una síl·laba formada per una consonant i una vocal inherent que pot ser /a/ o bé /ɔ/ depenent en la posició de la lletra amb relació a altres lletres. També depèn del dialecte del parlant, ja que el javanès occidental tendeix a pronunciar la vocal inherent com a /a/, mentre que el javanès oriental sol preferir /ɔ/. Les regles que determinen la vocal inherent d'una lletra es descriu al Wewaton Sriwedari de la manera següent:
1. Una lletra forma síl·laba amb la vocal /ɔ/ si la lletra anterior conté diacrítics.
2. Una lletra forma síl·laba amb la vocal /a/ si la lletra següent conté diacrítics.
3. La primera lletra d'una paraula normalment té la vocal /ɔ/, llevat que precedeixi dues altres lletres sense diacrítics, en aquest cas la primera lletra té la vocal /a/.

Hi ha un total de 53 lletres en l'alfabet javanès, però el nombre de fonemes representats varia depenent de l'idioma que s'escrigui. Per exemple, en la transcripció del sànscrit s'utilitzen 33 consonants i 14 vocals, mentre que l'ortografia moderna (basada en el javanès) utilitza 20 consonants i 5 vocals. Les altres lletres han perdut les seves pronunciacions distintes originals i s'utilitzen només en els tractaments honorífics.
Les lletres consonant són:
| Wyanjana (Consonants) |      |      |       |      |      |      |      |      |      |      |      |      |       |      |      |      |      |      |      |      |
| IPA                   | /ha/ | /na/ | /tʃa/ | /ra/ | /ka/ | /d̪a/ | /t̪a/ | /sa/ | /wa/ | /la/ | /pa/ | /ɖa/ | /dʒa/ | /ja/ | /ɲa/ | /ma/ | /ɡa/ | /ba/ | /ʈa/ | /ŋa/ |
| Transcripció          | ha   | na   | ca    | ra   | ka   | da   | ta   | sa   | wa   | la   | pa   | dha  | ja    | ya   | nya  | ma   | ga   | ba   | tha  | nga  |
| Nglegéna              | ꦲ    | ꦤ    | ꦕ     | ꦫ    | ꦏ    | ꦢ    | ꦠ    | ꦱ    | ꦮ    | ꦭ    | ꦥ    | ꦣ    | ꦗ     | ꦪ    | ꦚ    | ꦩ    | ꦒ    | ꦧ    | ꦛ    | ꦔ    |
| Murda                 |      | ꦟ    | ꦖ1    |      | ꦑ    | ꦝ    | ꦡ    | ꦯ    |      |      | ꦦ    |      |       |      | ꦘ2   |      | ꦓ    | ꦨ    |      |      |
| Mahaprana             |      |      |       |      |      |      |      | ꦰ    |      |      |      | ꦞ    | ꦙ     |      |      |      |      |      | ꦜ    |      |

^^1  Només es troba en posició no inicial mentre ꧀ꦖ.
^^2  Al principi jnya ꦗ꧀ꦚ, però més tard es desenvolupà com una lletra sola.

El Javanès modern utilitza 20 consonants, i cada consonant pot ser representada amb fins a 3 tipus de caixa: una caixa baixa anomenada nglegéna, un caixa alta anomenada murda o gedé, i la caixa mahaprana.
Murda és similar a majúscules, però no s'utilitza a principi d'una frase. Són utilitzats com a tractament honorífic en la primera síl·laba d'un nom propi, normalment d'una persona respectada o d'un lloc. No totes les lletres nglegéna tenen un forma murda, i si una existeix la lletra murda per a la primera síl·laba d'un nom, es posa en majúscula la segona lletra. Si la segona lletra tampoc disposa de forma murda, es posa en majúscula la tercera, etcètera. Els noms amb un grau de respecte molt elevat es poden escriure amb totes les lletres capitals, si disposen de les murda corresponents .
Mahaprana es tradueix per "aspirat". Originalment eren consonants aspirades utilitzades en transliteracions del sànscrit i del kawi. Tot i això, la seva ocurrència és rara. El seu ús adequat en l’ortografia moderna és desconegut, ja que no hi ha consonants aspirades al javanès modern, i sovint s'ometen en els llibres que tracten sobre l'alfabet.
Per representar vocals pures s'utilitza ꦲ ha per indicar l'absència de consonant o consonant zero. Altrament, també hi ha lletres que representen vocals pures, anomenades swara, que són les següents:
| Swara (Vocals) |     |     |     |     |     |
| Aksara         | ꦄ   | ꦆ   | ꦈ   | ꦌ   | ꦎ   |
| IPA            | /a/ | /i/ | /u/ | /e/ | /o/ |
| Transcripció   | Un  | i   | u   | e   | o   |

Les swara s'utilitzen per diferenciar noms propis de manera semblant a les lletres murda. Per exemple, l'adjectiu ayu (elegant) s'escriu amb la síl·laba ha (ꦲꦪꦸ) en canvi el nom personal Ayu s'escriu amb swara (ꦄꦪꦸ). També s'utilitza swara en paraules d'origen estranger. El nom de l'element químic argó, per exemple, s'escriu amb swara.

#### Pasangan
El Pasangan seria l'oposat a l'acsara, ja que elimina la vocal inherent d'una consonant que va amb una altra consonant en una mateixa síl·laba, generalment escrit en forma de subíndex. S'utilitza per a agrupaments consonàntics o síl·labes tancades que es produeixen al mig d'una frase. Per exemple, nda es fa afegint da amb pasangan a la síl·laba na.
| Pasangan     |       |       |        |       |       |       |       |       |       |       |       |       |        |       |       |       |       |       |       |       |
| IPA          | /kha/ | /kna/ | /ktʃa/ | /kra/ | /kka/ | /kd̪a/ | /kt̪a/ | /ksa/ | /kwa/ | /kla/ | /kpa/ | /kɖa/ | /kdʒa/ | /kja/ | /kɲa/ | /kma/ | /kɡa/ | /kba/ | /kʈa/ | /kŋa/ |
| Transcripció | kha   | kna   | kca    | kra   | kka   | kda   | kta   | ksa   | kwa   | kla   | kpa   | kdha  | kja    | kya   | knya  | kma   | kga   | kba   | ktha  | knga  |
| Nglegena     | ꧀ꦲ     | ꧀ꦤ     | ꧀ꦕ      | ꧀ꦫ     | ꧀ꦏ     | ꧀ꦢ     | ꧀ꦠ     | ꧀ꦱ     | ꧀ꦮ     | ꧀ꦭ     | ꧀ꦥ     | ꧀ꦝ     | ꧀ꦗ      | ꧀ꦪ     | ꧀ꦚ     | ꧀ꦩ     | ꧀ꦒ     | ꧀ꦧ     | ꧀ꦛ     | ꧀ꦔ     |
| Murda        |       | ꧀ꦟ     | ꧀ꦖ      |       | ꧀ꦑ     | ꧀ꦣ     | ꧀ꦡ     | ꧀ꦯ     |       |       | ꧀ꦦ     |       |        |       | ꧀ꦘ     |       | ꧀ꦓ     | ꧀ꦨ     |       |       |
| Mahaprana    |       |       |        |       |       |       |       | ꧀ꦰ     |       |       |       | ꧀ꦞ     | ꧀ꦙ      |       |       |       |       |       | ꧀ꦜ     |       |

Lògicament, una Swara no va mai amb pasangan, però es pot escriure de la mateixa manera, com un subíndex, per desambiguar noms propis.
El pasangan ra (꧀ꦫ) i ya (꧀ꦪ) s'utilitzen quan les lletres esmentades pertanyen a una paraula o síl·laba separada. Si el so /r/ i /j/ pertanyen al grup consonàntic de la mateixa paraula o síl·laba, s'utilitza el sandhangan (o diacrític) cakra (ꦿ) i el pengkal (ꦾ).

#### Aksara addicionals
A causa de la pèrdua de la pronunciació original o per adaptar-se a paraules de préstecs estrangers, hi ha diversos aksara que es reclassifiquen i s'afegeixen al repertori modern. Cada un d'aquests Aksara addicional té un pasangan, però estan desproveïts de caixa murda o mahaprana. Són els següents:
| Ganten        |          |      |         |                   | |
| Aksara        | Pasangan | IPA  | Transc. | Nom               | Descripció |
| ꦉ             | ꧀ꦉ        | /rə/ | re      | Pa cerek          | Al principi, //r̩//, //l̩//, i //l̩ː// era present en el desenvolupament primerenc de l'alfabet a causa de la influència del sànscrit. L'ortografia contemporània els va establir com a ganten, síl·labes amb vocal //ə// que reemplaça per les combinacions ra+pepet (ꦫꦼ), la+pepet (ꦭꦼ), i la+pepet+tarung (ꦭꦼꦴ) respectivament. Com que ja té un valor de vocal fix, no pot portar diacríticss vocàlics. |
| ꦊ             | ꧀ꦊ        | /lə/ | le      | Nga lelet         | Al principi, //r̩//, //l̩//, i //l̩ː// era present en el desenvolupament primerenc de l'alfabet a causa de la influència del sànscrit. L'ortografia contemporània els va establir com a ganten, síl·labes amb vocal //ə// que reemplaça per les combinacions ra+pepet (ꦫꦼ), la+pepet (ꦭꦼ), i la+pepet+tarung (ꦭꦼꦴ) respectivament. Com que ja té un valor de vocal fix, no pot portar diacríticss vocàlics. |
| ꦋ             | ꧀ꦋ        | /lɤ/ | leu     | Nga lelet raswadi | Al principi, //r̩//, //l̩//, i //l̩ː// era present en el desenvolupament primerenc de l'alfabet a causa de la influència del sànscrit. L'ortografia contemporània els va establir com a ganten, síl·labes amb vocal //ə// que reemplaça per les combinacions ra+pepet (ꦫꦼ), la+pepet (ꦭꦼ), i la+pepet+tarung (ꦭꦼꦴ) respectivament. Com que ja té un valor de vocal fix, no pot portar diacríticss vocàlics. |
| Miscellaneous |          |      |         |                   | |
| ꦬ             | ꧀ꦬ        | /ra/ | ra      | Ra agung          | Històricament utilitzat per alguns escriptors per al tractament de la reialesa. |
| ꦐ             | ꧀ꦐ        | /qa/ | qa      | Ka sasak          | Transcripció tradicional de /qa/ adoptat per la llengua Sasak. |
| Rekan         |          |      |         |                   | |
| ꦲ꦳             | ꧀ꦲ꦳        | /ħa/ | ha      | Rekan             | La majoria de sons que no són propis del javanès s'indiquen afegint U+A9B3 ◌꦳ CECAK TELU del SIGNE JAVANÈS sobre una síl·laba que sona similar. Les lletres resultants s'anomenen rekan o rekaan, igeneralment s'utilitzen en manlleus de l'Àrab i holandès. |
| ꦏ꦳             | ꧀ꦏ꦳        | /xa/ | kha     | Rekan             | La majoria de sons que no són propis del javanès s'indiquen afegint U+A9B3 ◌꦳ CECAK TELU del SIGNE JAVANÈS sobre una síl·laba que sona similar. Les lletres resultants s'anomenen rekan o rekaan, igeneralment s'utilitzen en manlleus de l'Àrab i holandès. |
| ꦢ꦳             | ꧀ꦢ꦳        | /ða/ | dza     | Rekan             | La majoria de sons que no són propis del javanès s'indiquen afegint U+A9B3 ◌꦳ CECAK TELU del SIGNE JAVANÈS sobre una síl·laba que sona similar. Les lletres resultants s'anomenen rekan o rekaan, igeneralment s'utilitzen en manlleus de l'Àrab i holandès. |
| ꦗ꦳             | ꧀ꦗ꦳        | /za/ | za      | Rekan             | La majoria de sons que no són propis del javanès s'indiquen afegint U+A9B3 ◌꦳ CECAK TELU del SIGNE JAVANÈS sobre una síl·laba que sona similar. Les lletres resultants s'anomenen rekan o rekaan, igeneralment s'utilitzen en manlleus de l'Àrab i holandès. |
| ꦱ꦳             | ꧀ꦱ꦳        | /ʃa/ | sya     | Rekan             | La majoria de sons que no són propis del javanès s'indiquen afegint U+A9B3 ◌꦳ CECAK TELU del SIGNE JAVANÈS sobre una síl·laba que sona similar. Les lletres resultants s'anomenen rekan o rekaan, igeneralment s'utilitzen en manlleus de l'Àrab i holandès. |
| ꦒ꦳             | ꧀ꦒ꦳        | /ɣa/ | gha     | Rekan             | La majoria de sons que no són propis del javanès s'indiquen afegint U+A9B3 ◌꦳ CECAK TELU del SIGNE JAVANÈS sobre una síl·laba que sona similar. Les lletres resultants s'anomenen rekan o rekaan, igeneralment s'utilitzen en manlleus de l'Àrab i holandès. |
| ꦥ꦳             | ꧀ꦥ꦳        | /fa/ | fa      | Rekan             | La majoria de sons que no són propis del javanès s'indiquen afegint U+A9B3 ◌꦳ CECAK TELU del SIGNE JAVANÈS sobre una síl·laba que sona similar. Les lletres resultants s'anomenen rekan o rekaan, igeneralment s'utilitzen en manlleus de l'Àrab i holandès. |
| ꦔ꦳             | ꧀ꦔ꦳        | /ʔa/ | 'an     | Rekan             | La majoria de sons que no són propis del javanès s'indiquen afegint U+A9B3 ◌꦳ CECAK TELU del SIGNE JAVANÈS sobre una síl·laba que sona similar. Les lletres resultants s'anomenen rekan o rekaan, igeneralment s'utilitzen en manlleus de l'Àrab i holandès. |
| ꦡ͜ꦌ̈            | N/A      | ?    | the     | Rekan             | La majoria de sons que no són propis del javanès s'indiquen afegint U+A9B3 ◌꦳ CECAK TELU del SIGNE JAVANÈS sobre una síl·laba que sona similar. Les lletres resultants s'anomenen rekan o rekaan, igeneralment s'utilitzen en manlleus de l'Àrab i holandès. |
| ꦯ͜ꦌ̈            | N/A      | ?    | se      | Rekan             | La majoria de sons que no són propis del javanès s'indiquen afegint U+A9B3 ◌꦳ CECAK TELU del SIGNE JAVANÈS sobre una síl·laba que sona similar. Les lletres resultants s'anomenen rekan o rekaan, igeneralment s'utilitzen en manlleus de l'Àrab i holandès. |
| ꦤ͜ꦌ̈            | N/A      | ?    | nie     | Rekan             | La majoria de sons que no són propis del javanès s'indiquen afegint U+A9B3 ◌꦳ CECAK TELU del SIGNE JAVANÈS sobre una síl·laba que sona similar. Les lletres resultants s'anomenen rekan o rekaan, igeneralment s'utilitzen en manlleus de l'Àrab i holandès. |
| ꦲ꧀ꦮꦌ̈           | N/A      | ?    | hwe     | Rekan             | La majoria de sons que no són propis del javanès s'indiquen afegint U+A9B3 ◌꦳ CECAK TELU del SIGNE JAVANÈS sobre una síl·laba que sona similar. Les lletres resultants s'anomenen rekan o rekaan, igeneralment s'utilitzen en manlleus de l'Àrab i holandès. |
| ꦪ꦳ꦺꦴ             | N/A      | ?    | yo      | Rekan             | La majoria de sons que no són propis del javanès s'indiquen afegint U+A9B3 ◌꦳ CECAK TELU del SIGNE JAVANÈS sobre una síl·laba que sona similar. Les lletres resultants s'anomenen rekan o rekaan, igeneralment s'utilitzen en manlleus de l'Àrab i holandès. |
| ꦯ꦳ꦾꦺꦴ             | N/A      | ?    | syo     | Rekan             | La majoria de sons que no són propis del javanès s'indiquen afegint U+A9B3 ◌꦳ CECAK TELU del SIGNE JAVANÈS sobre una síl·laba que sona similar. Les lletres resultants s'anomenen rekan o rekaan, igeneralment s'utilitzen en manlleus de l'Àrab i holandès. |

### Sandhangan
Els diacrítics o signes dependents s'anomenen sandhangan (ꦱꦟ꧀ꦝꦁꦔꦤ꧀). Són les següents:
| Sandhangan Swara (Diacrítics vocàlics) |     |      |      |        |               |       |
| Sandhangan                             | -   | ꦶ     | ꦸ     | ꦺ       | ꦺꦴ              | ꦼ      |
| IPA                                    | /a/ | /i/  | /u/  | /e/    | /o/           | /ə/   |
| Transcripció                           | a   | i    | u    | é      | o             | e     |
| Nom                                    | -   | wulu | suku | taling | taling-tarung | pepet |

| Sandhangan | IPA   | Transc. | Nom             | Nom             | Descripció |
| ꦀ           | /◌̃/   | -m      | Sesigeg         | Panyangga       | Nasalitza la vocal, paral·lel al candrabindu (només utilitzat en el símbol religiós om). |
| ꦁ           | /-ŋ/  | -ng     | Sesigeg         | Cecak           | Afegeix final /ŋ/ a una síl·laba. Paral·lel a anusvara. |
| ꦂ           | /-r/  | -r      | Sesigeg         | Layar           | Afegeix /r/ final a una síl·laba. |
| ꦃ           | /-h/  | -h      | Sesigeg         | Wignyan         | Afegeix final /h/ a una síl·laba. Paral·lel a visarga. |
| ꦽ           | /-rə/ | -re     | Wyanjana        | Keret           | Signes de consonant medial. Al principi, aquests signes eren pasangan de U+A989 ꦉ LLETRA JAVANESA PA CEREK, U+A9AA ꦪ LLETRA JAVANESA YA, i U+Un9AB ꦫ LLETRA JAVANESA RA respectivament. En l'ortografia actual, l'ús de pasangan indica que la lletra és part d'una síl·laba separada mentre diacritics wyanjana s'utilitzen en un grup de consonants d'una síl·laba sola. |
| ꦾ           | /-j-/ | -y-     | Wyanjana        | Pengkal         | Signes de consonant medial. Al principi, aquests signes eren pasangan de U+A989 ꦉ LLETRA JAVANESA PA CEREK, U+A9AA ꦪ LLETRA JAVANESA YA, i U+Un9AB ꦫ LLETRA JAVANESA RA respectivament. En l'ortografia actual, l'ús de pasangan indica que la lletra és part d'una síl·laba separada mentre diacritics wyanjana s'utilitzen en un grup de consonants d'una síl·laba sola. |
| ꦿ           | /-r-/ | -r-     | Wyanjana        | Cakra           | Signes de consonant medial. Al principi, aquests signes eren pasangan de U+A989 ꦉ LLETRA JAVANESA PA CEREK, U+A9AA ꦪ LLETRA JAVANESA YA, i U+Un9AB ꦫ LLETRA JAVANESA RA respectivament. En l'ortografia actual, l'ús de pasangan indica que la lletra és part d'una síl·laba separada mentre diacritics wyanjana s'utilitzen en un grup de consonants d'una síl·laba sola. |
| ꧀           | /-/   | -       | Patèn / Pangkon | Patèn / Pangkon | Anul·la la vocal inherent. Només s'utilitza al final d'una frase. Equivalent a virama. |

### Numerals
El sistema de numeració javanès té una escriptura pròpia, que només conté els nombres entre 0 i 9.
| Angka (Numeral) |      |      |      |       |      |     |      |      |       |     |
| Numeral         | 1    | 2    | 3    | 4     | 5    | 6   | 7    | 8    | 9     | 0   |
| Angka           | ꧑    | ꧒    | ꧓    | ꧔     | ꧕    | ꧖   | ꧗    | ꧘    | ꧙     | ꧐   |
| Nom             | siji | loro | telu | papat | lima | nem | pitu | wolu | sanga | nol |

Quan escrivim nombres superiors a 9, els números anteriors es combinen simplement tal com es fa amb els nombres aràbics. Per exemple, 21 s'escriu combinant el número 2 i 1, aixíː ꧒꧑. De la mateixa manera, el número 90 seria ꧙꧐.
La majoria dels nombres són similars als caràcters de síl·laba. Per evitar confusions, els nombres que apareixen als textos javanesos s'indiquen amb “indicadors numerals” anomenats pada pangkat, escrits abans i després del número, seguint el patró: text - indicador - números - indicador - text. Per exemple; El dimarts 19 de març de 2013 s'escriuria com a ꦱꦼꦭꦱ꧇꧑꧙꧇ꦩꦉꦠ꧀꧇꧒꧐꧑꧓꧇ (selasa 19 maret 2013).

### Puntuació
| Pada principals |                | |
| Pada            | Nom            | Descripció |
| ꧊               | Pada adeg      | Parèntesis o cometes |
| ꧋               | Pada adeg-adeg | Introdueix un paràgraf o secció |
| ꧌ i ꧍           | Pada piseleh   | Funcions semblantment a pada adeg |
| ꧈               | Pada lingsa    | Funcions semblants a una coma però no és necessari després d'una paraula que acaba en consonant que és representada per un pangkon. Actua com a punt si va precedit per pangkon.                                                                        |
| ꧉               | Pada lungsi    | Punt |
| ꧇               | Pada pangkat   | Dos punts o indicador numeral |
| ꧏ               | Pada rangkep   | Símbol d'iteració. Funciona semblantment a 2 o ² en el Sistema tipogràfic indonesi. El caràcter deriva del dígit aràbic dos però no té un ús numèric. Va ser proposat com a caràcter separat a causa de les propietats bidireccionals del dígit aràbic. |
| Pada especials  |                | |
| Pada            | Nom            | Descripció |
| ꧁ i ꧂           | Rerenggan      | Marca l'inici i el final d'un títol |
| ꧅               | Pada luhur     | Introducció d'una carta que s'adreça a una persona de més edat o de rang superior. |
| ꧄               | Pada madya     | Introducció d'una carta que s'adreça a una persona de la mateixa edat o d'igual rang. |
| ꧃               | Pada andhap    | Introducció d'una carta que s'adreça a una persona de menys edat o de rang inferior. |
| ꧋꧐꧋             | Pada guru      | Introducció d'una carta sense indicació d'edat o de rang |
| ꧉꧆꧉             | Pada pancak    | Tancament o conclusió d'una carta |
| ꧅ꦧ꧀ꦖ꧅ ꧅ꦧ꧀ꦕ꧅       | Purwapada      | Introdueix un poema |
| ꧅ꦟ꧀ꦢꦿ꧅            | Madyapada      | Indica una cançó nova dins d'un poema |
| ꧅ꦆ꧅             | Wasanapada     | Indica el final d'un poema. |

#### Marca de correcció
Hi ha dos signes especials per indicar error d'escriptura, són: ꧞ pada tirta tumétés i ꧟ pada isèn-isèn. Encara que només s'utilitzen en l'escripturà a mà, ambdós són inclosos a l'Unicode. Tirta tumétés s'utilitza a Yogyakarta, mentre isèn-isèn s'utilitza a Surakarta. Per exemple, si algú vol escriure pada luhur, però escriu pada wu ..., un escriba de Yogyakarta escriuria:
ꦥꦢꦮꦸ꧞꧞꧞ꦭꦸꦲꦸꦂ
Pada wu---luhur
En canvi a Surakarta, escriuria: 
ꦥꦢꦮꦸ꧟꧟꧟ꦭꦸꦲꦸꦂ

## El pangram del hanacaraka
Les lletres de l'alfabet javanès s'endeguen en el pangram hanacaraka perfecte, de la manera següent:

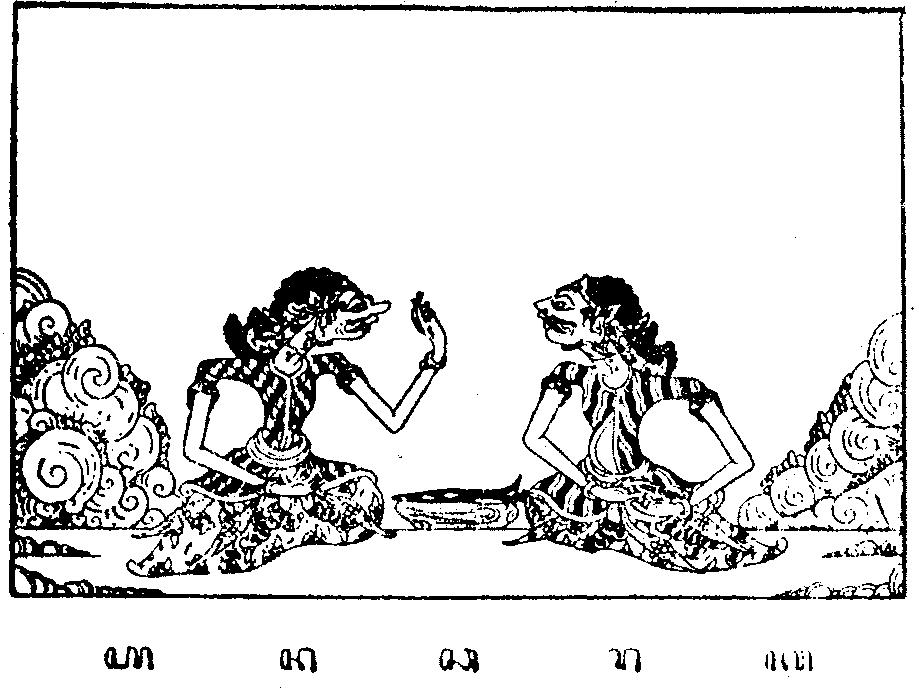
ꦲꦤꦕꦫꦏ Hana caraka
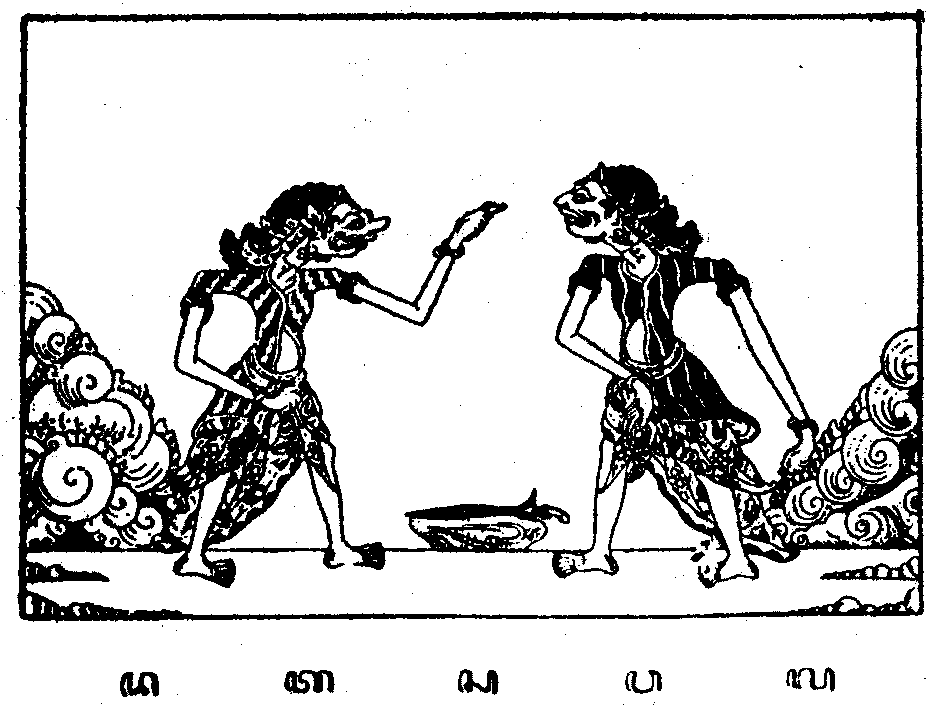
ꦢꦠꦱꦮꦭ Data sawala
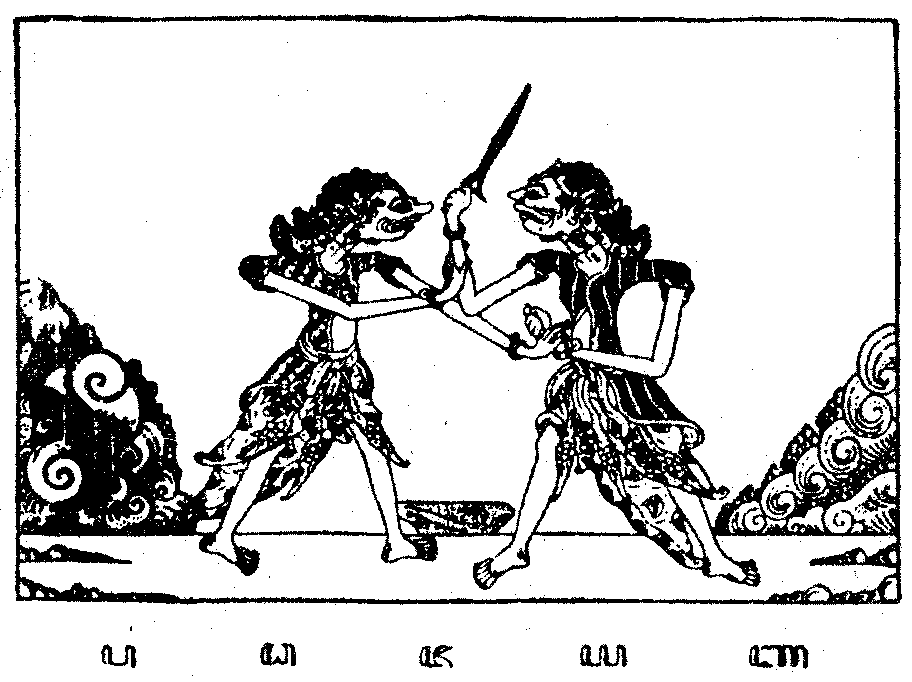
ꦥꦝꦗꦪꦚ Padha jayanya
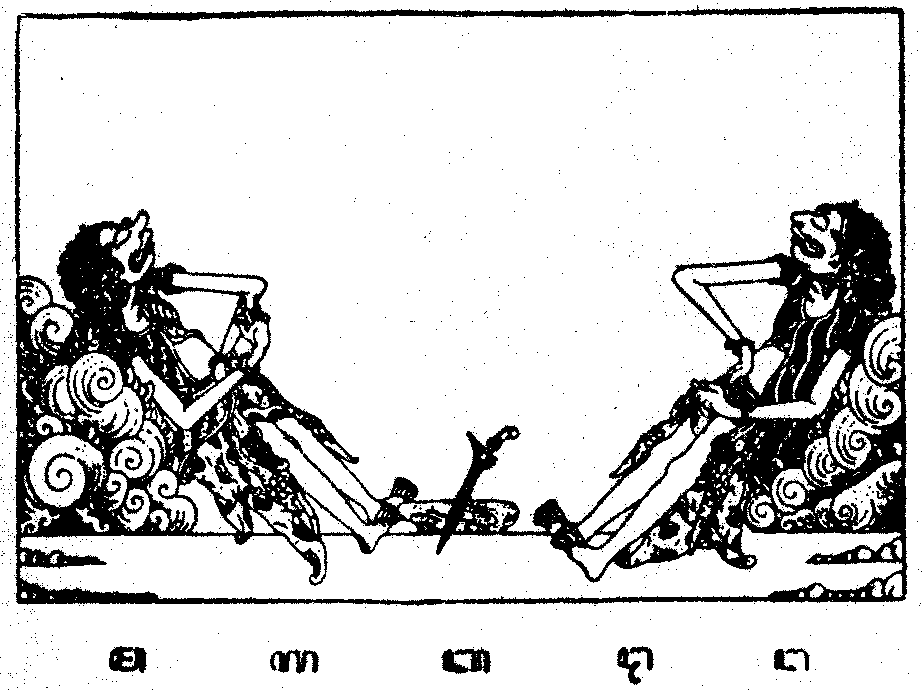
ꦩꦒꦧꦛꦔ Maga bathanga

Del qual la traducció línia per línia seria:
Hi havia dos missatgers. Es tenien ressentiment. (Eren) igual de forts (lluitant). Aquí hi ha els cadàvers.
La seqüència forma un poema de 4 versos narrant el mite d'Aji Saka. Tanmateix, la seqüència hanacaraka no inclou les lletres murda ni mahaprana.
Les lletres també es poden ordenar fonèticament segons l'estàndard sànscrit, anomenat kaganga, que és també com s'ordena l'alfabet a l'Unicode. L'ordre és el següent:
ꦏ ꦑ ꦒ ꦓ ꦔ ꦕ ꦖ ꦗ ꦙ ꦚ ꦛ ꦜ ꦝ ꦞ ꦟ ꦠ ꦡ ꦢ ꦣ ꦤ ꦥ ꦦ ꦧ ꦨ ꦩ ꦪ ꦫ ꦭ ꦮ ꦯ ꦰ ꦱ ꦲ

## Altres usos

### Sànscrit i javanès antic
ꦏꦑꦒꦓꦔꦕꦖꦗꦙꦚꦛꦜꦝꦞꦟꦠꦡꦢꦣꦤꦥꦦꦧꦨꦩꦪꦫꦭꦮꦯꦰꦱꦲ
| Wyanjana (Consonants) |        |       |         |         |         |         |           |           |           |        |        |         |        |        |         |         |         |         |
| Oclusives             | Velar  | Velar | Velar   | Palatal | Palatal | Palatal | Retroflex | Retroflex | Retroflex | Dental | Dental | Dental  | Labial | Labial | Labial  | Glottal | Glottal | Glottal |
| Oclusives             | Aksara | AFI   | Transc. | Aksara  | AFI     | Transc. | Aksara    | IPA       | Transc.   | Aksara | IPA    | Transc. | Aksara | IPA    | Transc. | Aksara  | IPA     | Transc. |
| Oclusives             | ꦏ      | /ka/  | ka      | ꦕ       | /tʃa/   | ca      | ꦛ         | /ʈa/      | ṭUn       | ꦠ      | /t̪a/   | ta      | ꦥ      | /pa/   | pa      |         |         |         |
| Oclusives             | ꦑ      | /kʰa/ | kha     | ꦖ       | /tʃʰa/  | cha     | ꦜ         | /ʈʰa/     | ṭha       | ꦡ      | /t̪ʰa/  | tha     | ꦦ      | /pʰa/  | pha     |         |         |         |
| Oclusives             | ꦒ      | /ɡa/  | ga      | ꦗ       | /dʒa/   | ja      | ꦝ         | /ɖa/      | ḍUn       | ꦢ      | /d̪a/   | da      | ꦧ      | /ba/   | ba      |         |         |         |
| Oclusives             | ꦓ      | /ɡʰa/ | gha     | ꦙ       | /dʒʰa/  | jha     | ꦞ         | /ɖʰa/     | ḍha       | ꦣ      | /d̪ʰa/  | dha     | ꦨ      | /bʰa/  | bha     |         |         |         |
| Nasals                | ꦔ      | /ŋa/  | nga     | ꦚ       | /ɲa/    | nya     | ꦟ         | /ɳa/      | ṇUn       | ꦤ      | /na/   | na      | ꦩ      | /ma/   | ma      |         |         |         |
| Semivocals            |        |       |         | ꦪ       | /ja/    | ya      |           |           |           |        |        |         | ꦮ      | /ʋa/   | wa      |         |         |         |
| Líquides              |        |       |         |         |         |         | ꦫ         | /ra/      | ra        | ꦭ      | /la/   | la      |        |        |         |         |         |         |
| Fricatives            |        |       |         | ꦯ       | /ɕa/    | śUn     | ꦰ         | /ʂa/      | ṣUn       | ꦱ      | /sa/   | sa      |        |        |         | ꦲ       | /ha/    | ha      |

| Swara (Vocals) |              |      |       |      |      |      |      |      |
| Curtes         | Aksara       | ꦄ    | ꦅ / ꦆ | ꦈ    | ꦉ    | ꦊ    | ꦌ    | ꦎ    |
| Curtes         | AFI          | /a/  | /i/   | /u/  | /r̩/  | /l̩/  | /e/  | /o/  |
| Curtes         | Transcripció | Un   | i     | u    | ṛ    | ḷ    | e    | o    |
| Llargues       | Aksara       | ꦄꦴ    | ꦇ     | ꦈꦴ    | ꦉꦴ    | ꦋ    | ꦍ    | ꦎꦴ    |
| Llargues       | AFI          | /aː/ | /iː/  | /uː/ | /r̩ː/ | /l̩ː/ | /ai̯/ | /au̯/ |
| Llargues       | Transcripció | ā    | ī     | ū    | ṝ    | ḹ    | ai   | au   |

| Sandhangan Swara (Diacrítics vocàlics) |              |      |      |      |      |      |      |      |
| Curtes                                 | Sandhangan   | -    | ◌ꦶ    | ◌ꦸ    | ◌ꦽ    | ꧀ꦭꦼ    | ◌ꦺ    | ◌ꦺꦴ    |
| Curtes                                 | AFI          | /a/  | /i/  | /u/  | /r̩/  | /l̩/  | /e/  | /o/  |
| Curtes                                 | Transcripció | Un   | i    | u    | ṛ    | ḷ    | e    | o    |
| Llargues                               | Sandhangan   | ◌ꦴ    | ◌ꦷ    | ◌ꦹ    | ◌ꦽꦴ    | ꧀ꦭꦼꦴ    | ◌ꦻ    | ◌ꦻꦴ    |
| Llargues                               | AFI          | /aː/ | /iː/ | /uː/ | /r̩ː/ | /l̩ː/ | /ai̯/ | /au̯/ |
| Llargues                               | Transcripció | ā    | ī    | ū    | ṝ    | ḹ    | ai   | au   |

### Sondanès
L'alfabet javanès també s'utilitza per escriure sondanès. El L'alfabet es va modificar i es va anomenar cacarakan. També es pot observar una diferència en la simplificació de la vocal /o/ en (ꦵ).
Altres diferències entre l'alfabet javanès modificat per al sondanès (cacarakan) i l'escriptura del javanès (Carakan) són: 
- En sondanès s'utilitza Aksara suara per escriure una paraula començada amb vocal, mentre que en javanès s'usa ha. Per exemple, aksara s'escrit ꦄꦏ꧀ꦱꦫ en sondanès i ꦲꦏ꧀ꦱꦫ en javanès .
- El sondanès utilitza ꦄꦶ en comptes de ꦅ del javanès per aksara suara /i/. Altres aksara suara no tenen cap canvi.
- El sondanès utilitza les aksara suara ꦄꦼ //ə// i ꦄꦼꦵ //ɤ// addicionals .
- El sondanès utilitza ꦣ en comptes de ꦢ per /da/ com en javanès. El caràcter ꦢ no és utilitzat en sondanès .
- El sondanès utilitza ꦤꦾ en comptes de ꦚ per representar //ɲa// com en javanès.

### Madurès
L'alfabet javanès s'utilitza per escriure madurès. L’ortografia del madurès en escriptura javanesa és similar a l’ortografia javanesa.

### Balinès
Les diferències entre l'escriptura del javanès i del balinès són essencialment tipogràfiques. Les semblances entre amdues són evidents. Tanmateix, hi ha diverses diferències en ortografia.
- L'escriptura del balinès no utilitza les consonants dha i tha en el vocabulari bàsic (aksara wreṣāstra) però encara es fan servir en nombrosos manlleus del sànscrit o del Javanese antic com aksara sualalita.
- L'escriptura del javanès reutilitza els caràcters murda com a lletres majúscules en ortografia moderna. En canvi l'escriptura del balinès conserva els caràcters mūrdhanya per escriure consonants retroflexes en manlleus del sànscrit i del Kawi o javanès antic.

| Script gavanès | Guió balinès        |
| Escriptura javanesa | Escriptura balinesa |
| Nota: l'alfabet balinès d'aquesta imatge està ordenat segons l'ordre hanacaraka tradicional javanès (hanacaraka datasawala padhajayanya magabathanga) per tenir més claredat. L'ordre tradicional del balinès hanacaraka és hanacaraka datasawala magabanga pajayanya . Les dues ordres hanacaraka s'atribueixen al mite d' Aji Saka . |                     |

## Ús de l'alfabet javanès per escriure indonesi i anglès
L'alfabet javanès també s'utilitza per transliterar paraules indonèsies i paraules angleses, com es pot testimoniar en llocs públics, especialment a Surakarta i els seus voltants. Les paraules d'origen indonesi o anglès s'escriuen tal com es pronuncien en javanès, no com s'escriurien en alfabet llatí. Per exemple, "Solo Grand Mall" s'escriu ꦱꦺꦴꦭꦺꦴꦒꦿꦺꦤ꧀ꦩꦭ꧀, que es pronuncia com a "Solo Grèn Mal" (pronunciat /sɔlɔ gren mɔl/).

## Unicode
L'alfabet javanès es va afegir a la norma Unicode a l'octubre de 2009 amb el llançament de la versió 5.2.
El bloc Unicode per a Javanese és U + A980 fins a U + A9DF. Hi ha 91 punts de codi per a l'alfabet javanès: 53 lletres, 19 signes de puntuació, 10 números i 9 vocals:
| Javanès[1] [2] Official Unicode Consortium code chart (PDF)                                   |   |   |   |   |   |   |   |   |   |   |   |   |   |   |   |   |
|                                                                                               | 0 | 1 | 2 | 3 | 4 | 5 | 6 | 7 | 8 | 9 | A | B | C | D | E | F |
| U+A98x                                                                                        | ꦀ  | ꦁ  | ꦂ  | ꦃ  | ꦄ | ꦅ | ꦆ | ꦇ | ꦈ | ꦉ | ꦊ | ꦋ | ꦌ | ꦍ | ꦎ | ꦏ |
| U+A99x                                                                                        | ꦐ | ꦑ | ꦒ | ꦓ | ꦔ | ꦕ | ꦖ | ꦗ | ꦘ | ꦙ | ꦚ | ꦛ | ꦜ | ꦝ | ꦞ | ꦟ |
| U+A9Ax                                                                                        | ꦠ | ꦡ | ꦢ | ꦣ | ꦤ | ꦥ | ꦦ | ꦧ | ꦨ | ꦩ | ꦪ | ꦫ | ꦬ | ꦭ | ꦮ | ꦯ |
| U+A9Bx                                                                                        | ꦰ | ꦱ | ꦲ | ꦳  | ꦴ  | ꦵ  | ꦶ  | ꦷ  | ꦸ  | ꦹ  | ꦺ  | ꦻ  | ꦼ  | ꦽ  | ꦾ  | ꦿ  |
| U+A9Cx                                                                                        | ꧀  | ꧁ | ꧂ | ꧃ | ꧄ | ꧅ | ꧆ | ꧇ | ꧈ | ꧉ | ꧊ | ꧋ | ꧌ | ꧍ |   | ꧏ |
| U+A9Dx                                                                                        | ꧐ | ꧑ | ꧒ | ꧓ | ꧔ | ꧕ | ꧖ | ꧗ | ꧘ | ꧙ |   |   |   |   | ꧞ | ꧟ |
| Notes 1.^ Segons la versió d'Unicode 13.0 2.^ Les caselles grises indiquen codis no assignats |   |   |   |   |   |   |   |   |   |   |   |   |   |   |   |   |

## Galeria

### Manuscrits

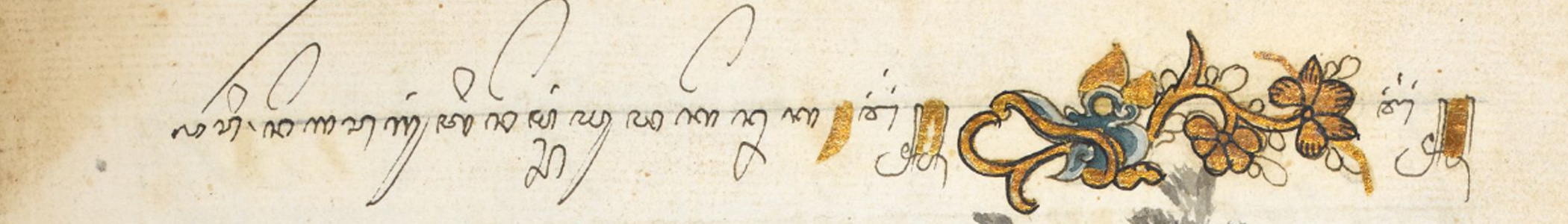
Detalls. Separador de capítols daurats a Serat Selarasa, foli 10r. Segle XVIII.

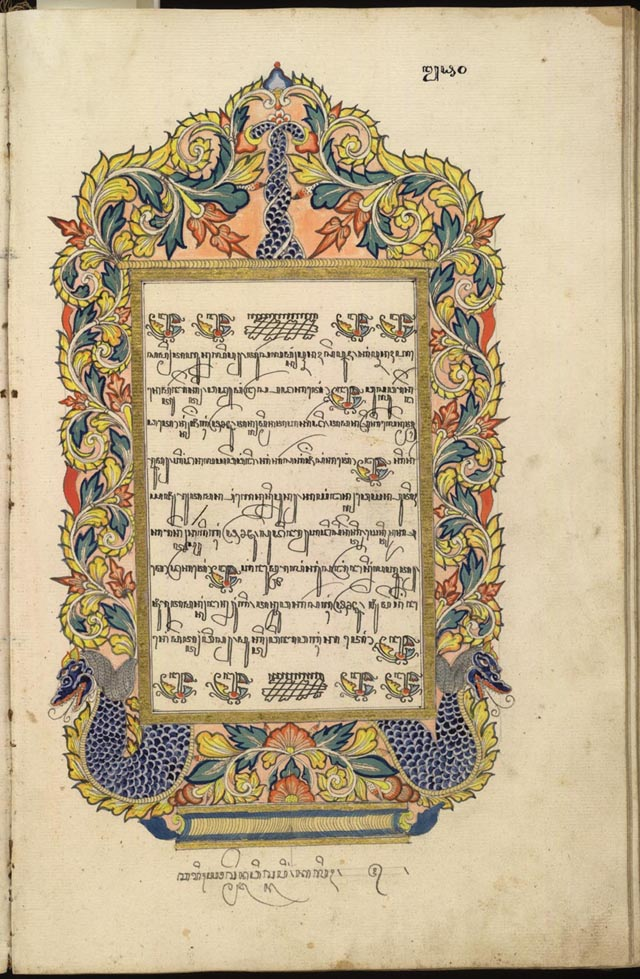
Babad Tanah Jawi . XIX d.C.
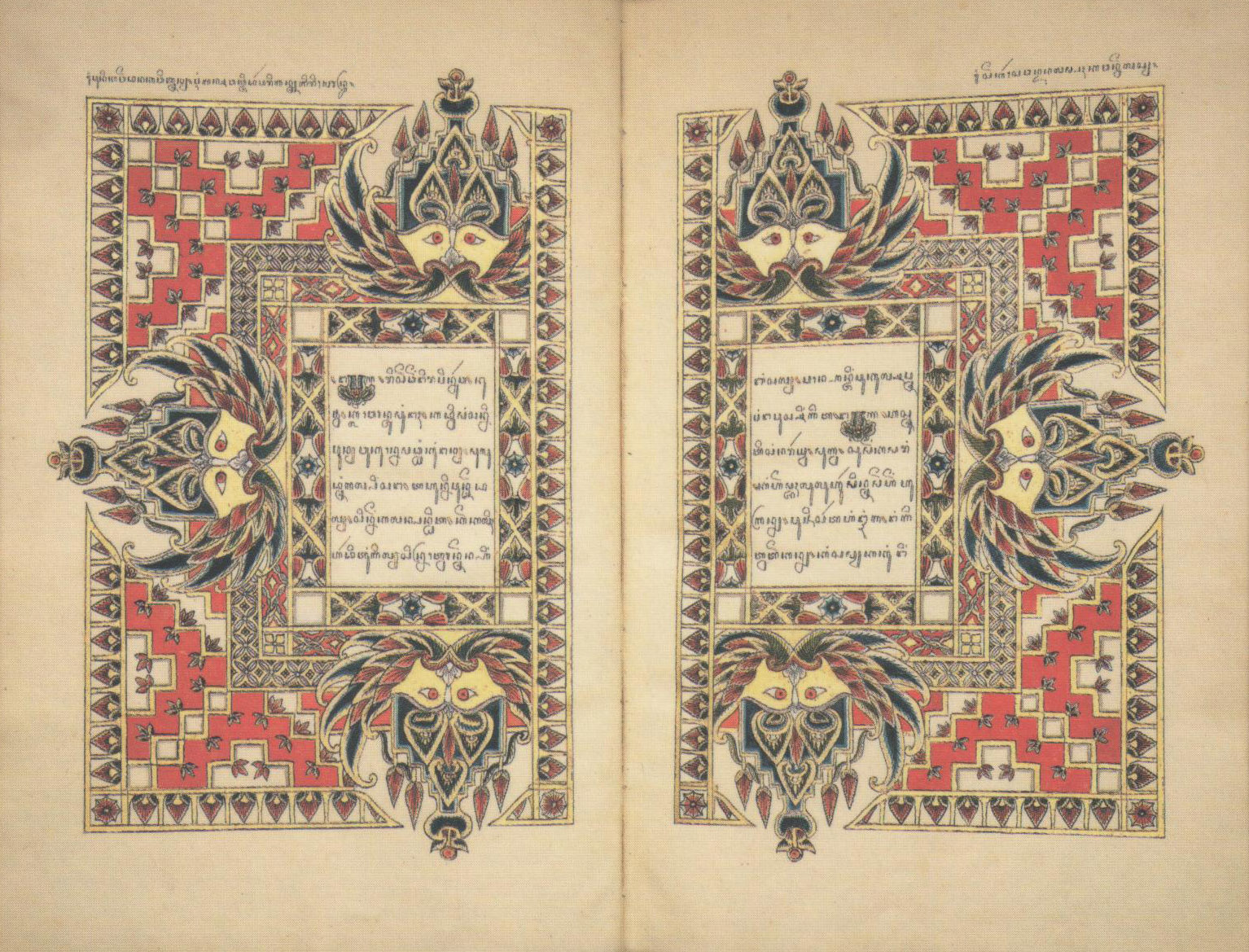
Serat Jatipustaka . XIX d.C.
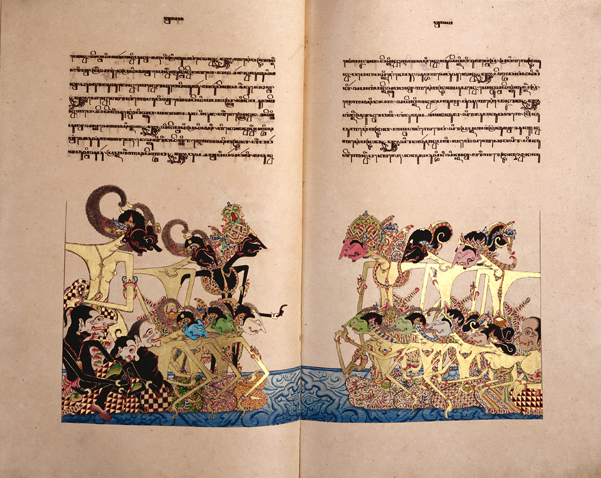
Serat Bratayudha . XX dC.
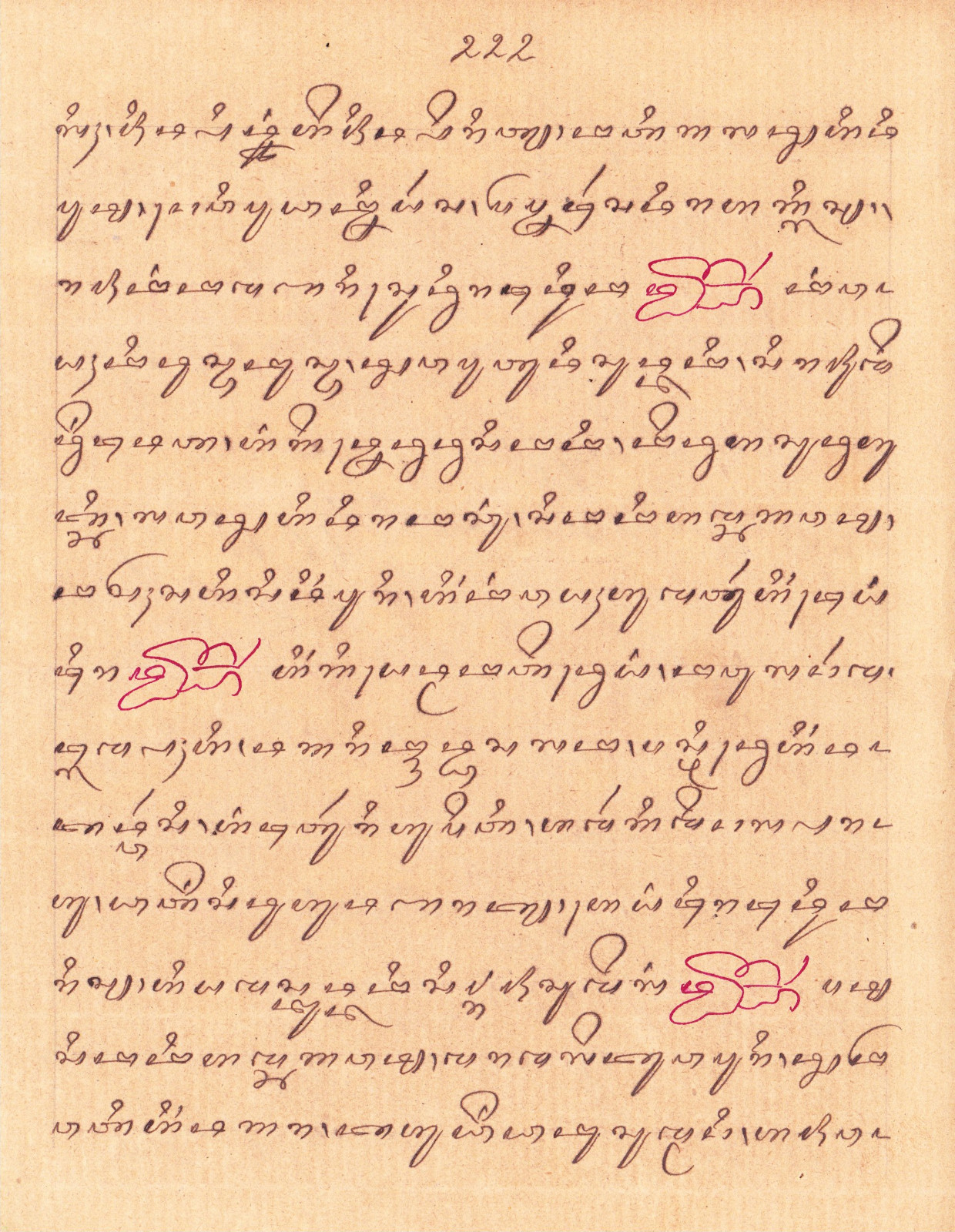
Històries d’Amir Hamzah. Principis del segle xx.
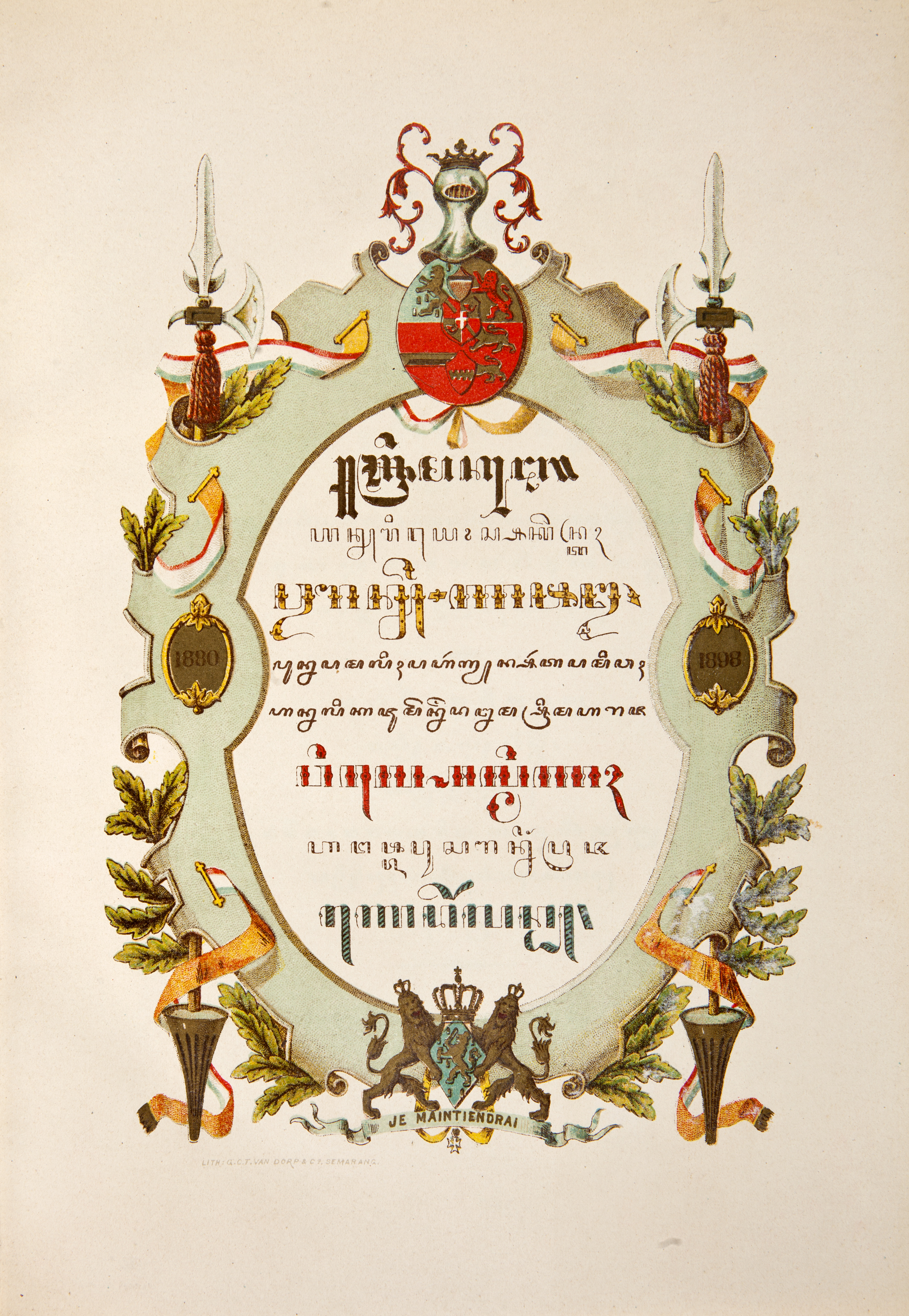
Títol del llibre del 1898, que mostra la influència europea en javanès.

### Senyalització pública

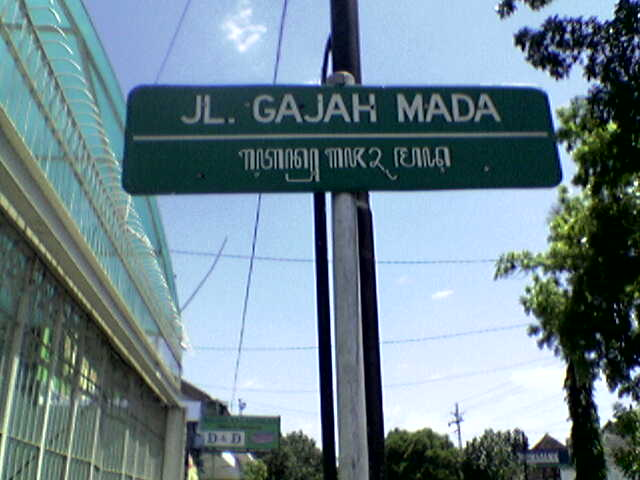
Cartell del carrer Gajah Mada, Surakarta.
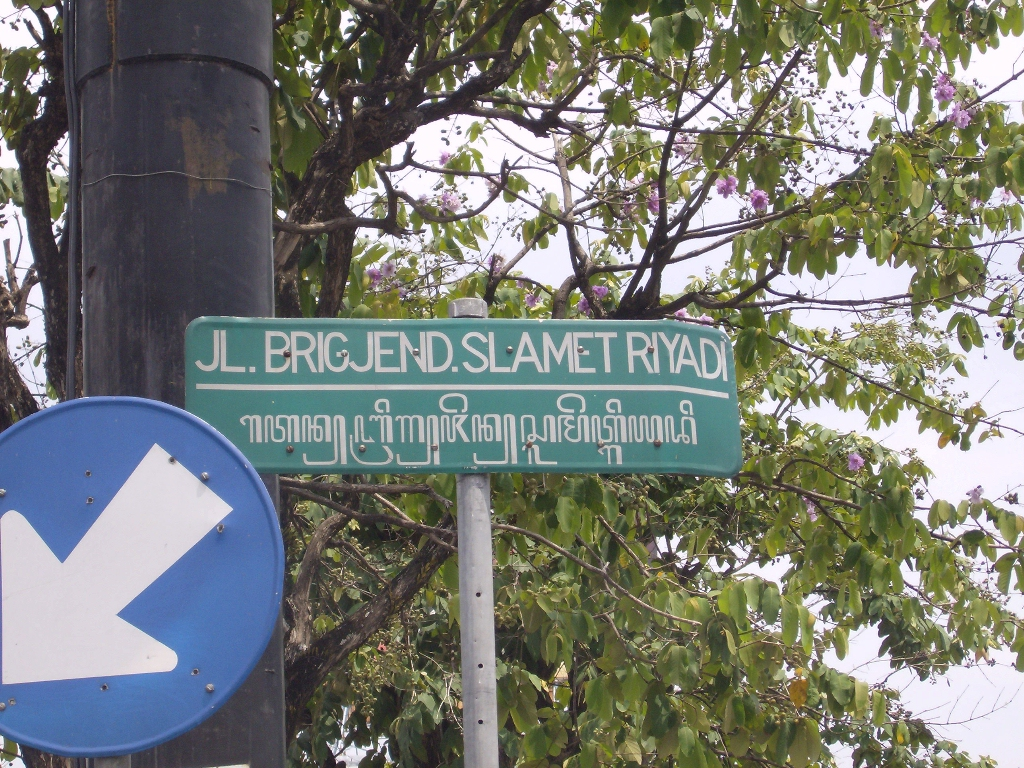
Senyal de carrer Slamet Riyadi, Surakarta.
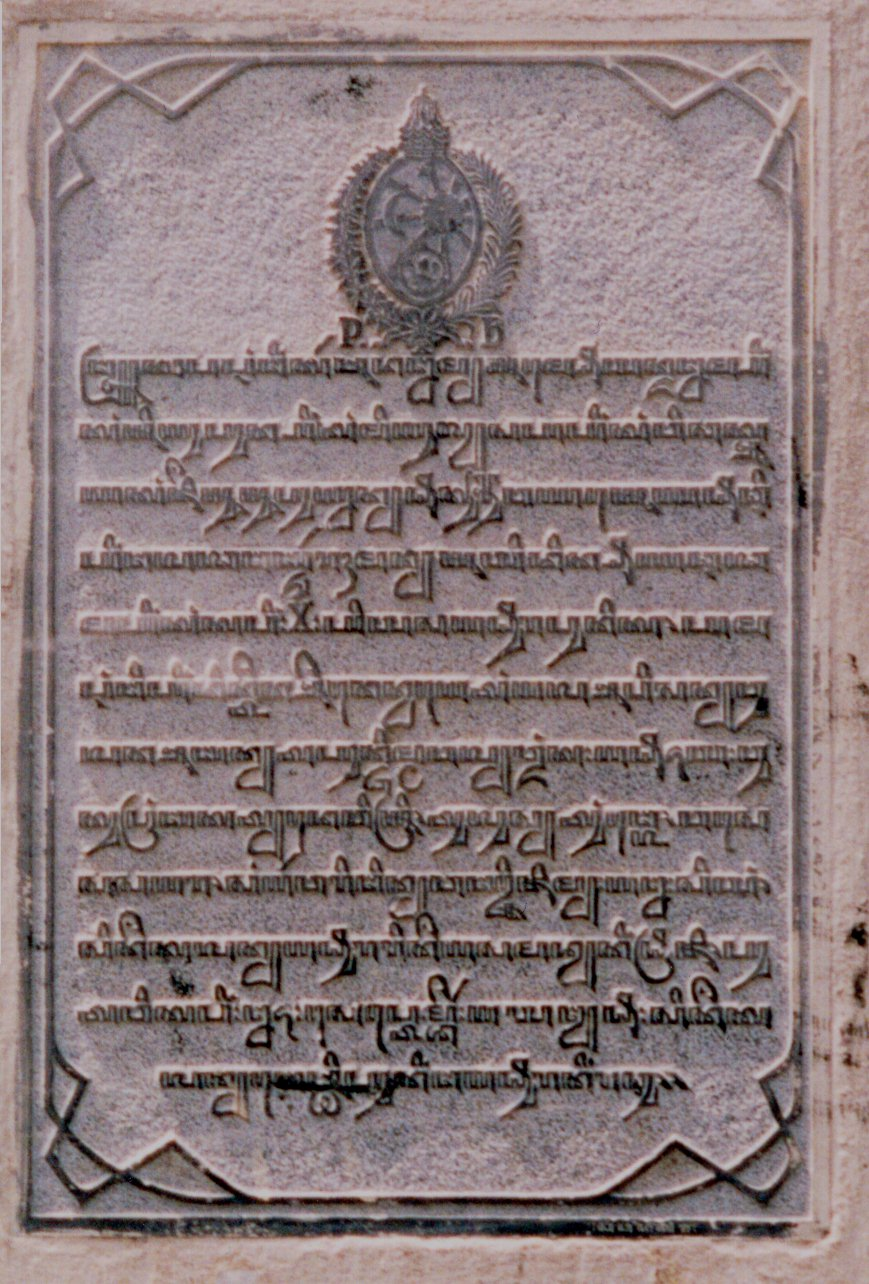
Inscripció de Pakubowono X, Surakarta (1938).
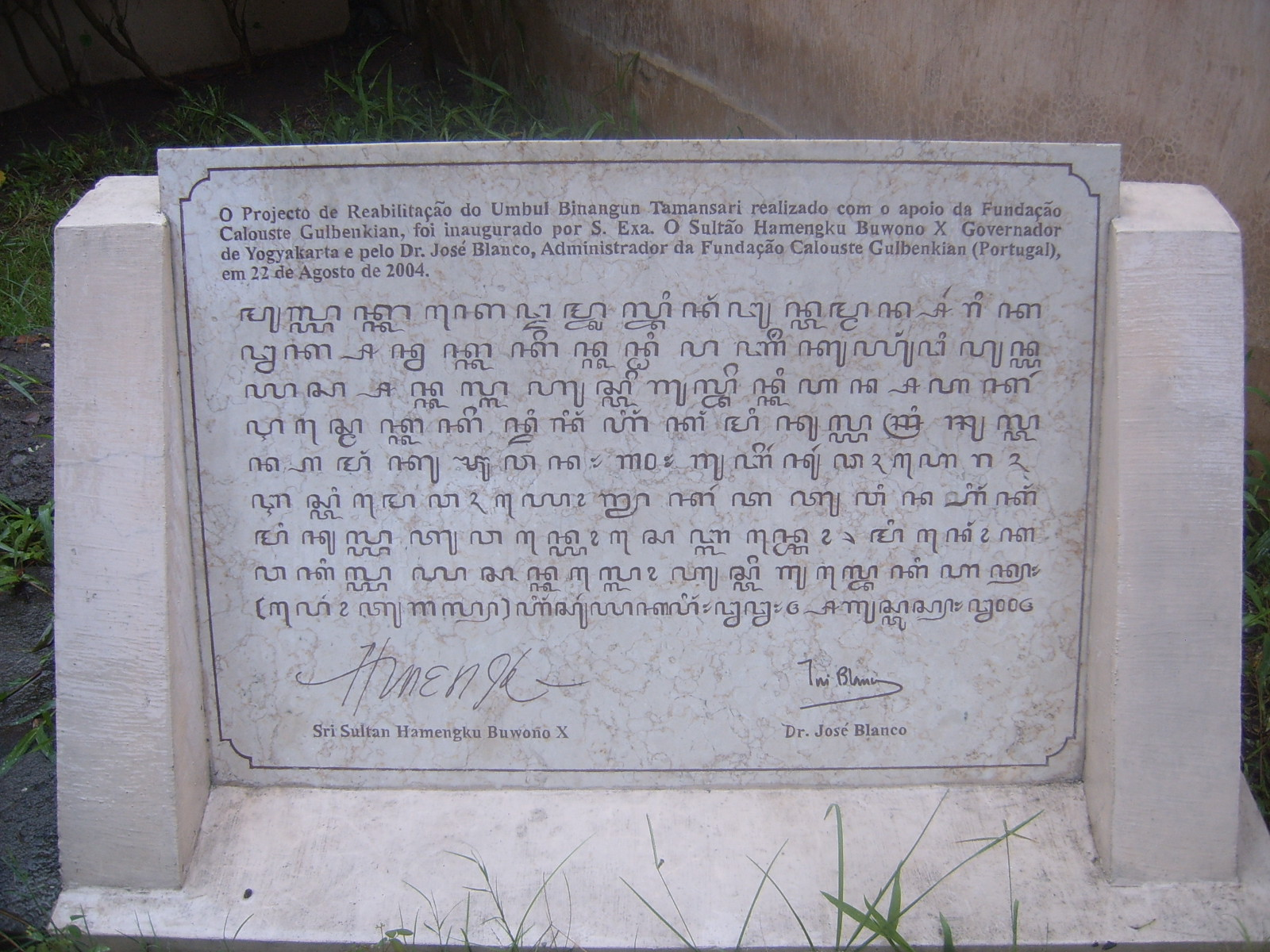
Placa bilingüe en portuguès i javanès a Tamansari, Yogyakarta
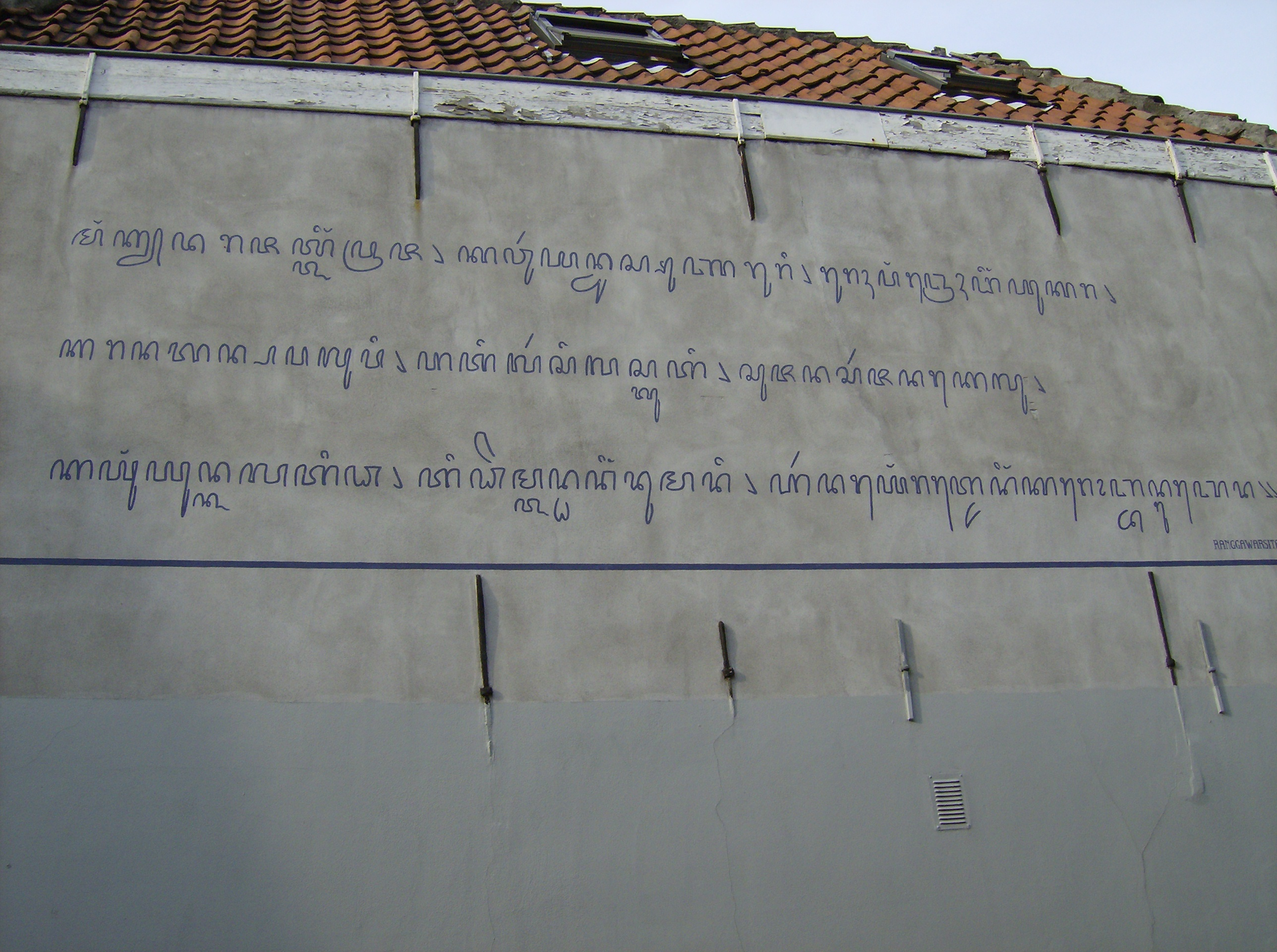
Un dels poemes de paret de Leiden, Serat Kalatidha .
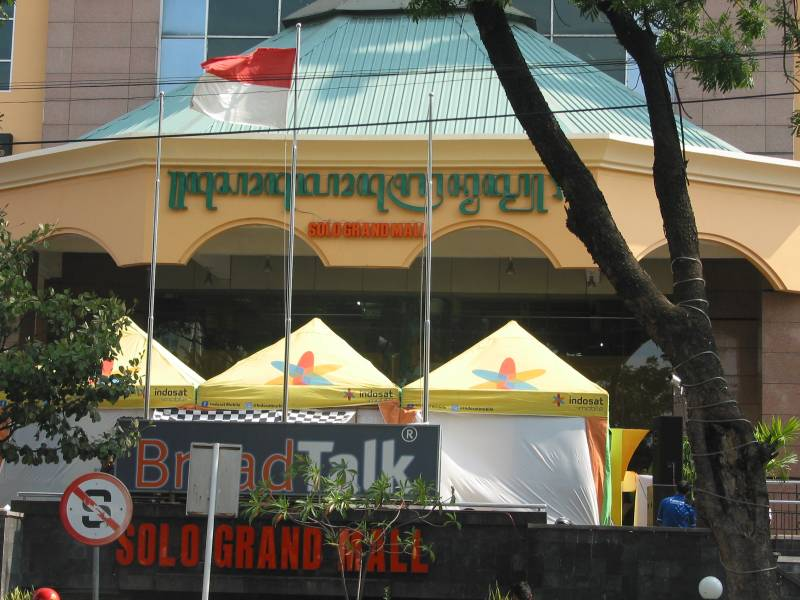
Un centre comercial a Surakarta, Java Central

### Gràfics

L'emblema de la Regió Especial de Yogyakarta fa honor a l'escriptura javanesa
Lletres estilitzades a l'emblema del sultanat de Yogyakarta
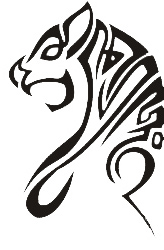
Cal·ligrafia javanesa contemporània